# Zeche Graf Bismarck
Die Zeche Graf Bismarck war ein Steinkohlen-Bergwerk in Gelsenkirchen.

## Geschichte

### 1868–1918
Im Jahre 1868 konsolidierten mehrere Gewerken unter der Federführung des Direktors der Kölner Bergwerks-AG Friedrich Grillo zu einer bergrechtlichen Gewerkschaft. Zu Ehren von Otto von Bismarck, der zu dieser Zeit noch als preußischer Ministerpräsident den Grafentitel führte, wurde sie Gewerkschaft des Steinkohlenbergwerks Graf Bismarck benannt.
1869 wurde in der Braubauerschaft nördlich von Schalke mit dem Abteufen des Schachtes 1 begonnen (an der heutigen Uechtingstraße). Der Schacht wurde mit einem Malakowturm ausgestattet und konnte 1873 die Förderung aufnehmen. Gleichzeitig wurde mit dem Bau von umliegenden Werkssiedlungen begonnen. Diese bildeten den Grundstock für den späteren Gelsenkirchener Stadtteil Bismarck. Die Kohlenkrise der 1870er und 1880er Jahre konnte relativ gut bewältigt werden, da die geförderte Kohle (Flammkohle) von hoher Qualität und daher gut abzusetzen war. 1882 wurde nördlich der Emscher (an der heutigen Auguststraße) mit dem Abteufen eines zweiten Schachtes begonnen, der 1885 als eigenständige Förderanlage in Betrieb ging.
Mit sich belebender Kohlekonjunktur Anfang der 1890er Jahre wurden weitere Ausbaumaßnahmen ergriffen. Schacht 1 erhielt ein in den Malakowturm eingezogenes Fördergerüst, Schacht 2 wurde mit einer Doppelförderung versehen. 1893 wurde im nordwestlichen Feldesbereich an der Frankampstraße ein dritter Schacht als eigenständige Förderanlage geteuft. Dieser ging 1895 in Betrieb. Die Abbaubetriebspunkte der Zeche Graf Bismarck zeichneten sich durch hohe Schlagwettergefährdung sowie hohe Arbeitstemperaturen aus. Dadurch kam es immer wieder zu Schlagwetterexplosionen mit Verletzten und Todesopfern.
Um die Wetterführung zu verbessern, wurden nun die Schachtanlagen nach und nach zu Doppelschachtanlagen ausgebaut. So wurde von 1899 bis 1903 neben Schacht 1 der Schacht 4 niedergebracht, 1902 bis 1905 neben Schacht 3 der Schacht 5 und 1909 bis 1911 neben Schacht 2 der Schacht 6. Schließlich wurde 1910 an der Wiedehopfstraße im Ostfeld eine vierte Schachtanlage errichtet. Der Schacht 7 ging bereits 1911 in Betrieb, während der daneben gelegene Schacht 8 zunächst gestundet wurde. 1912–1914 entstand nahe der Schachtanlage 3/5 die Schievenfeld-Siedlung.
Die vier Schachtanlagen wurden als selbstständige Förderanlagen betrieben. Daher wurden sie im dienstlichen Schriftgebrauch mit der Nummer des jeweils ältesten Schachtes bezeichnet. So nannte man Graf Bismarck 1/4 künftig Zeche Graf Bismarck I, Schacht 2/6 Graf Bismarck II, Schacht 3/5 Graf Bismarck III und Schacht 7 Zeche Graf Bismarck VII. 1913 wurde auf Graf Bismarck I eine Zentralkokerei für alle Schachtanlagen angeblasen, damit die Zeche auch eigenständig Koks produzieren konnte.

### 1918–1945
Nach dem Ersten Weltkrieg wurden der Ausbau der Großschachtanlage weiter fortgeführt. Der gestundete Schacht 8 auf Graf Bismarck VII wurde von 1920 bis 1923 fertiggestellt. Weiterhin erhielt die Schachtanlage Graf Bismarck II mit dem 1926 in Betrieb gehenden reinen Förderschacht 9 ihren dritten Schacht.
Die Deutsche Erdöl-AG (DEA) übernahm 1927 alle Kuxe der Gewerkschaft. Hiermit war es dem Bergwerk Graf Bismarck möglich, die Kohlenkrise im Rahmen der Weltwirtschaftskrise zu überstehen. Die Schachtanlage VII wurde 1929 weiter ausgebaut und mit neuen, groß dimensionierten Fördergerüsten ausgestattet. 1931 wurde die Förderschachtanlage Bismarck III stillgelegt und an Graf Bismarck II angeschlossen. Nach der Veränderung der politischen Rahmenbedingungen wurde die Förderung auf Schacht 3 1938 wieder aufgenommen. Die gemeinsame Werksdirektion mit Graf Bismarck II blieb aber bestehen. 1938 wurde Schacht 4 (Bismarck I) mit einem neuen Fördergerüst versehen. Im Zweiten Weltkrieg erlitten vornehmlich die Schachtanlage VII und die Kokerei Bismarck I größere Schäden.

### 1945–1966
Nach Behebung der Kriegsschäden konnte 1949 die Förderung wieder in vollem Umfang aufgenommen werden. Die Kokerei ging ab 1952 mit insgesamt 210 Öfen wieder in Betrieb.
Die Gewerkschaft Graf Bismarck wurde in eine Gesellschaft mit beschränkter Haftung (GmbH) umgewandelt, die unter der Dachgesellschaft der Deutsche Erdöl-AG firmierte.
Ab 1951 wurden bereits umfassende Rationalisierungsmaßnahmen getroffen, um ein langes wirtschaftliches Überleben der Zeche zu gewährleisten. Zur Zentralisierung der Wetterführung wurde im Emscherbruch der Schacht Graf Bismarck 10 als reiner Wetterschacht abgeteuft. Dieser ging 1954 in Betrieb und leitete die Umwandlung der Einzelzechen in einen Betrieb als Verbundbergwerk ein.
1955 wurden auf Graf Bismarck I und 1958 auf Graf Bismarck II neuartige steinkohlegefeuerte Kraftwerke mit einer Leistung von 100 MW in Betrieb genommen. Weiterhin wurde 1957 bis 1958 der Schacht 9 auf Graf Bismarck II zum Zentralförderschacht mit zwei vollautomatischen Gefäßförderungen umgebaut. 1958 erhielt dieser Schacht ein großes Doppelbockfördergerüst nach Vorbild des Schachts Zollverein 12. Nach dessen Inbetriebnahme wurden die Förderanlagen Graf Bismarck I und III aus der Förderung genommen. Die Kohlenförderung erfolgte nur noch über Schacht 7 und 9.
1965 förderte die Zeche Graf Bismarck 2,6 Millionen Tonnen Kohle bei einer Kokserzeugung von 740.000 Tonnen jährlich. Sie galt als eine der produktivsten Förderanlagen des Reviers.

## Stilllegung

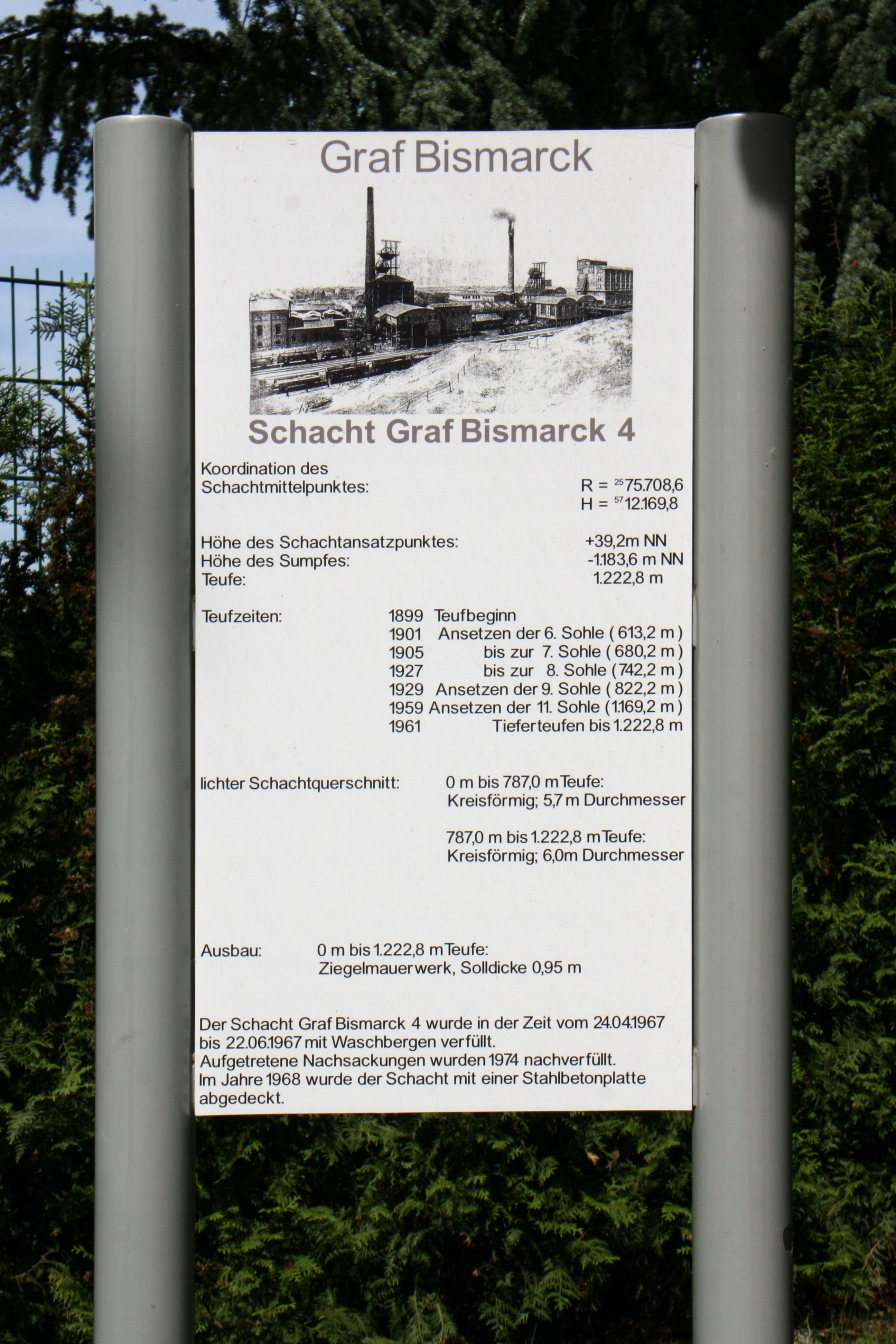
Informationstafel zur Erinnerung an Schacht Graf Bismarck 4

Die Stilllegung der Zeche Graf Bismarck darf wohl ohne Zweifel als eine der spektakulärsten und umstrittensten des gesamten Ruhrbergbaus angesehen werden. Der 1964 gegründete Rationalisierungsverband des Steinkohlenbergbaus hatte die Aufgabe, die wirtschaftlich sinnvollen Stilllegungen der einzelnen Betriebe der Bergbauunternehmungen zu koordinieren. Stilllegungen unrentabler Abbaubetriebe wurden mit einer fördermengenabhängigen Prämie subventioniert.
Für die Deutsche Erdöl-AG stellte die Steinkohlenbergwerk Graf Bismarck GmbH trotz der erfolgten Modernisierungen innerhalb des Konzerns den am wenigsten gewinnbringenden Betrieb dar. Da zusätzlich die hohe Fördermenge eine hohe Stilllegungsprämie versprach, kann der Stilllegungsbeschluss vom 4. Februar 1966 nur als rein kaufmännische Entscheidung gewertet werden.
Der Stilllegungsbeschluss führte zu schweren Protesten in Bevölkerung, kommunaler Politik und Unternehmerschaft in Gelsenkirchen. Die Protestmärsche mit schwarzen Fahnen wurden zum Symbol für die Kohlekrise schlechthin.
Trotz aller Proteste wurde die Förderung am 28. September 1966 eingestellt und der Gesamtbetrieb am 30. September 1966 stillgelegt. Die Schächte 1 bis 10 wurden zunächst verfüllt und die Anlagen abgebrochen. Die Sprengung des Fördergerüstes über Schacht Bismarck 9 wurde 1968 filmisch dokumentiert. Die Kokerei Graf Bismarck I wurde ebenso wie das Kraftwerk bis 1973 fortbetrieben und anschließend komplett abgerissen.

## Folgenutzung
Es spricht für das Paradoxon in der Stilllegung der Zeche Graf Bismarck, dass das Grubenfeld Graf Bismarck nach Übernahme in die Ruhrkohle AG 1968 gleich wieder in die Abbauplanung genommen wurde. Der ehemalige Schacht 10 wurde 1971 wieder aufgewältigt, in Emschermulde 1 umbenannt und der Nachbarzeche Ewald zugewiesen. Zwecks Verbesserung der Wetterführung für die im Bismarck-Feld abbauenden Bergwerke (Zeche Hugo, Zeche Ewald, Zeche Consolidation und Zeche Nordstern) wurde ferner von 1973 bis 1974 auf dem alten Gelände der Zeche Bismarck II der Schacht Emschermulde 2 niedergebracht und als Wetterschacht weiterbetrieben.
Faktisch endete der Kohlenbergbau im Bismarck-Feld erst im Jahre 2000.

## Heutiger Zustand

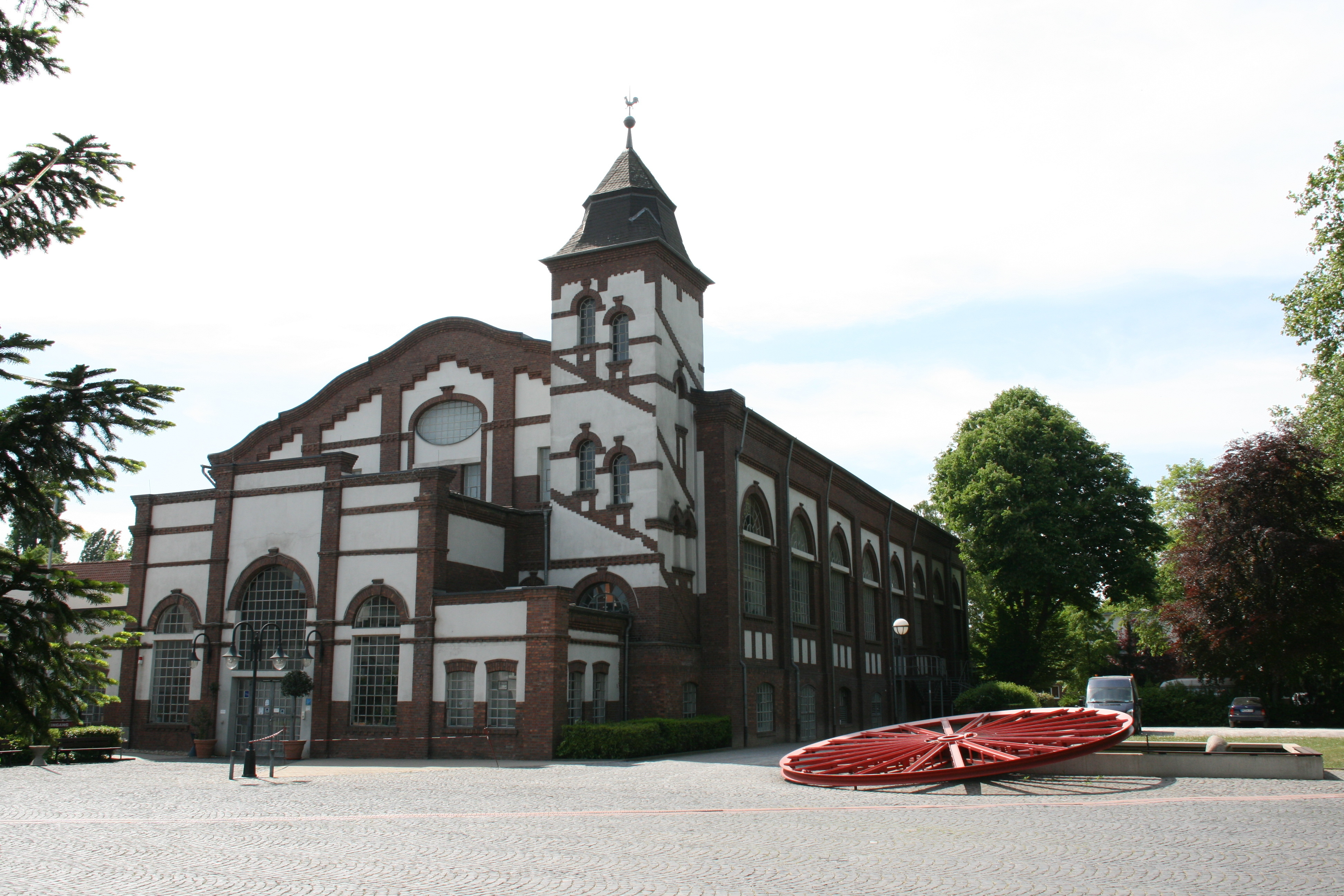
Erhaltenes Kauengebäude von Graf Bismarck 1/4

Die Gelände der Zechen Graf Bismarck II und VII sind heute als Gewerbegebiete genutzt. Auf dem Areal der Zeche Graf Bismarck III befindet sich eine Wohnbebauung. Das Gelände von Zeche Graf Bismarck I liegt nach wie vor brach zwischen der Bahnstrecke Dorsten–Gelsenkirchen-Bismarck und dem Rhein-Herne-Kanal.
Die beiden Emschermuldeschächte sind mittlerweile ebenfalls komplett rückgebaut worden.